# Weinmannia negrosensis
Weinmannia negrosensis är en tvåhjärtbladig växtart som beskrevs av Adolph Daniel Edward Elmer. Weinmannia negrosensis ingår i släktet Weinmannia och familjen Cunoniaceae. Inga underarter finns listade i Catalogue of Life.